# Cañón antitanque Sprut
El 2A45 Sprut-A, 2A45M Sprut-B y el 2S25 Sprut-SD (calamar o pulpo, en ruso; Designación OTAN - Squid); son las designaciones para el cañón antitanque soviético de ánima lisa de 125 mm.

## Desarrollo
El 2A45M fue diseñado y construido a fines de la década de 1980 en la Oficina Petrov de Diseño y Producción de Artillería, de la Fábrica de Artillería Número 9, también responsable del cañón de 122 mm 2A18 (D-30).

## Descripción (Sprut-B)
La más distintiva característica del Sprut-B es su motor integrado, que mueve al cañón sobre superficies relativamente planas (con una inclinación de hasta 15°) y le otorga una velocidad de 14 km/h en carretera. Esto le proporciona al cañón cierta movilidad en el campo de batalla. Le toma 2 minutos para pasar de posición de tiro a posición de remolque y 1,5 minutos para pasar de posición de remolque a posición de tiro. A este tipo de cañones se les llama en ruso "automóviles" (самодвижущиеся), al contrario de los autopropulsados (самоходные). Fuera del campo de batalla, el Sprut-B es remolcado por un MT-LB.  
Para su operación se requiere de una tripulación de 7 sirvientes. Durante el día se emplea la mira directa OP4M-48A y en la noche se emplea la mira nocturna 1PN53-1. Para fuego indirecto, se emplean los mecanismos de puntería mecánicos 2T-S33, junto a la mira panorámica PG-1m. El cañón puede atacar objetivos situados a una altura de 2 m, desde una distancia de 2.000 m.
Su caña tiene un manguito térmico para evitar que los cambios de temperatura afecten su precisión. Emplea el mismo tipo de munición separada (proyectil y carga propulsora) que el cañón 2A46, que es montado en los tanques T-64, T-72, T-80 y T-90, así como en las variantes actualizadas del T-55 TIFON 2, T-62, BM Bulat. Puede emplear munición rusa, así como de fabricación china, iraní, croata y serbia.
Con una pieza adicional de equipamiento del 9S53, puede disparar misiles guiados por láser tales como el AT-11 Sniper o el 9K120 Refleks.

## Características generales (Sprut-B)
- Calibre: 125 mm, 51 calibres de longitud.
- Freno de boca:de Tipo doble T.
- Mecanismo de cierre: semiautomático, de cuña vertical.
- Escudo: si posee.
- Peso:

- (remolcado) 6.500 kg (14,300 lb)
- (en movimiento) 6.800 kg (15,000 lb)
- (disparando) 6.575 kg (14,495 lb)

- Longitud:
  - (remolcado) 7.120 m (23.35 ft)

- (en movimiento) 6.790 m (22.27 ft)

- Altura:

- (remolcado) 2,09 m (6.85 ft)
- (en movimiento) 2,35 m (7.70 ft)

- Ancho:

- (remolcado) 2,66 m (8.72 ft)
- (en movimiento) 2,66 m (8.72 ft)

- Diámetro del eje: 0,925 m (3 ft)
- Ancho de vía: 2,20 m (7.21 ft)
- Altura al suelo: 0,36 m (1.18 ft)
- Elevación/Depresión: +25°/−6°
- Traverso: 360°
- Alcance (según la munición):

- (APFSDS) 2.000 m (2,200 yd)
- (Misil) 5.000 m (5,500 yd)
- (HE) 12.200 m (13,300 yd)

- Traverso: 360°
- Cadencia de disparo: 6–8 proyectiles por minuto.
- Vadeo (sin preparación): 0,9 m (3 ft)
- Velocidad:

- (en movimiento) 14 km/h (9 mph)

- Alcance efectivo:

- (en movimiento) 50 km (30 mi)

- Tripulación: 7
- Vehículo de remolque: Camión Ural 4320 (de tipo 6x6), o un vehículo multipropósito sobre orugas MT-LB.
- Velocidad remolcado: 80 km/h (50 mph)

## Municiones
Este cañón puede usar el mismo tipo de municiones que cargan los montados en los blindados T-64, T-72, T-80 y T-90; así como en las variantes actualizadas del T-55 TIFON 2, T-62, BM Bulat y otros tipos de munición; de fabricación china, iraní, croata y serbia.

## Modelos
- Sprut-A / 2A45 Cañón remolcado.
- Sprut-B / 2A45M Cañón remolcado motorizado.
- Sprut-SD / 2S25 Cañón autopropulsado basado en el chasis del BMD-3, con una torreta que monta la variante 2A75 estabilizada mediante nuevos sistemas y giroscopios, del mismo calibre (125 mm, de ánima lisa) que la original.[3]

## Usuarios

### Usuarios actuales
- Bielorrusia

- China

Desarrolló una versión local de este cañón.
- Hungría

- Irán

Desarrolló una versión local de este cañón mediante ingeniería reversa.
- India

- Rusia

- Singapur

- Ucrania

Fabricado bajo licencia por KMDB, en la ciudad de Járkov como el KBM-1/KBM-1M,

### Usuarios anteriores
- Unión Soviética.
- Yugoslavia.